# The Roots of Powerpop
The Roots of Powerpop é uma coletânea em CD, lançada pela Bomp! Records em 1996, contendo 26 músicas. O texto do Allmusic, por Tom Schulte, comenta sobre The Roots of Powerpop: "o resultado é um instantâneo saltando de quando o punk se atreveu a ser pop...as músicas são insistentes, cerca de uma dúzia de bandas provando aqui a eficácia da abordagem. O encarte traça o aumento e diminuição do power pop e inclui uma frase ou duas sobre cada música".

## The Roots of Powerpop- Músicas
1. The Barracudas – I Can't Pretend
2. The Romantics – First In Line
3. The Pointed Sticks – Apologies
4. The Breakaways – One Way Ticket
5. The Breakaways – Walking Out On Love
6. M&Ms – I'm Tired
7. The Plimsouls – I'll Get Lucky
8. The Real Kids – Now You Know
9. The Romantics – Tell It To Carrie
10. Singles – Thinking Of Ways
11. Rockin' Horse – Biggest Gossip In Town
12. The Poppees – Jealousy
13. The Zeros – Beat Your Heart Out
14. Flamin' Groovies – Him Or Me
15. The Jook – Aggravation Place
16. The Pandoras – It's About Time
17. Mystery Machine – She's Not Mine
18. The Nashville Ramblers – The Trains
19. The Wombats – Utter Frustration
20. Stiv Bators – Make Up Your Mind
21. B Girls – Fun At The Beach
22. 20/20 - Drive
23. 20/20 - Screaming
24. 20/20 - Under The Freeway
25. The Last - Every Summer Day
26. Shoes - Tomorrow Night